# Wassertrüdingen
Wassertrüdingen is een stadje en gemeente in de Duitse deelstaat Beieren, en maakt deel uit van de Landkreis Ansbach.
Wassertrüdingen telt 6.063 inwoners.

## Indeling van de gemeente

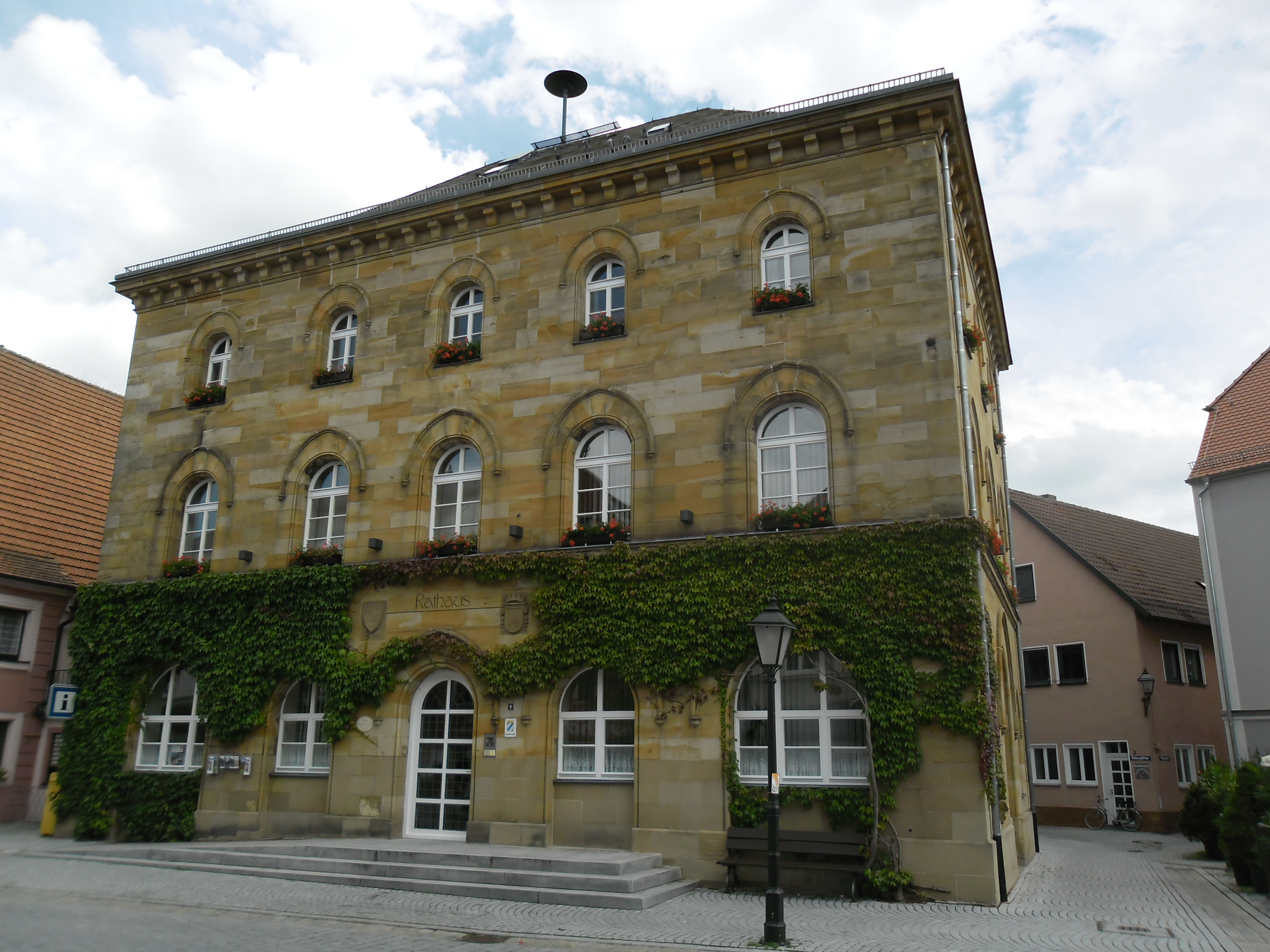
Stadhuis

De gemeente is ingedeeld in zeven zogenaamde Gemarkungen (Peildatum: 1 september 2023):
| Gemarkung                                | Situering | Aantal inwoners (incl. 265 tweede-woningbezitters) |
| ---------------------------------------- | --------- | -------------------------------------------------- |
| Wassertrüdingen-stad                     | centraal  | 4.685                                              |
| Altentrüdingen incl. Eisler              | 3 km NO   | 0215                                               |
| Fürnheim incl. Goschenhof en Himmerstall | 6,5 km ZW | 0333                                               |
| Geilsheim incl. Oberaumühle              | 3,5 km O  | 0597                                               |
| Obermögersheim incl. Laufenbürg          | 5,5 km NO | 0545                                               |
| Reichenbach incl. Stahlhöfe              | 4,5 km ZW | 0059                                               |
| Schobdach                                | 1,5 km ZO | 0147                                               |

Gemeentetotaal: 6.581 personen. Deze 7 stadsdelen waren tot aan de gemeentelijke herindelingen in 1971 en 1978 zeven zelfstandige gemeenten.

## Geografie
Wassertrüdingen ligt aan de rivier de Wörnitz, die niet bevaarbaar is.

### Buurgemeentes
In de richting van de wijzers van de klok, beginnend in het noorden:
- In de Landkreis Weißenburg-Gunzenhausen:
  - Gunzenhausen
  - Gnotzheim
  - Westheim
- In de Landkreis Donau-Ries:
  - Auhausen
  - Fremdingen
- In de Landkreis Ansbach:
  - Weiltingen
  - Gerolfingen
  - Röckingen
  - Ehingen
  - Unterschwaningen

### Infrastructuur

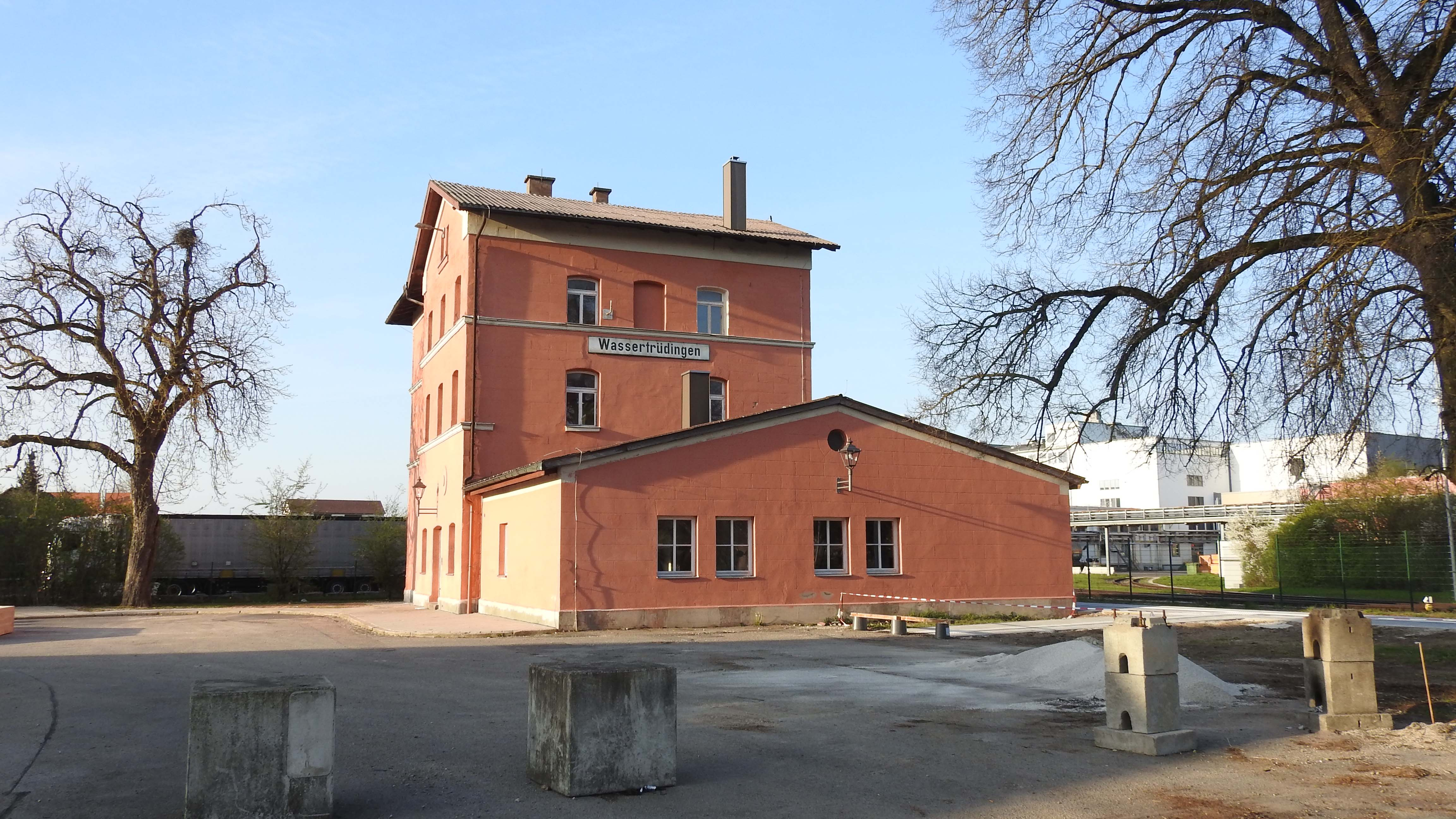
Voormalig station

Een in 1849 geopende en in 1985 voor reizigersverkeer gesloten spoorlijn van Gunzenhausen in het noordoosten loopt door het stadje heen naar o.a. Oettingen en Nördlingen. Het stationsgebouw aan deze lijn is buiten gebruik voor reizigersverkeer, maar goederentreinen t.b.v. levering van grondstoffen voor de fabriek van Henkel-Schwarzkopf stoppen er nog wel.
Er bestaan anno 2023 vergevorderde plannen vanaf december 2024 weer passagierstreinen te laten rijden tussen Gunzenhausen en Wassertrüdingen.
Een min of meer frequente streekbusverbinding bestaat, op werkdagen, met Gunzenhausen. Ander openbaar vervoer per bus is in de gemeente van geen betekenis.
Grote verkeerswegen van meer dan regionale betekenis ontbreken. De belangrijkste hoofdweg in de omgeving is de noordoost-zuidwest-verbinding Bundesstraße 466 (Gunzenhausen-Nördlingen). Deze weg is te bereiken, door vanuit Wassertrüdingen via stadsdeel Geilsheim 7 kilometer oostwaarts te rijden, naar Ostheim, gemeente Westheim (Middel-Franken).

## Economie
In 1947 werd aan de oostkant van Wassertrüdingen een fabriek voor shampoo, haarlak e.d. van de firma Schwarzkopf geopend. Wegens succes werd het bedrijf in 1953 sterk uitgebreid. In 1995 werd het bedrijf overgenomen door het Henkel-concern. Deze fabriek is tot op de huidige dag de grootste werkgeefster van Wassertrüdingen.
Aan de westkant van Wassertrüdingen ligt een bedrijventerrein voor ondernemingen van alleen lokale of regionale betekenis.
Veel boeren in stadsdeel Altentrüdingen hebben zich op het fokken van rijpaarden toegelegd of hun bedrijf in een manege omgevormd.

## Geschiedenis

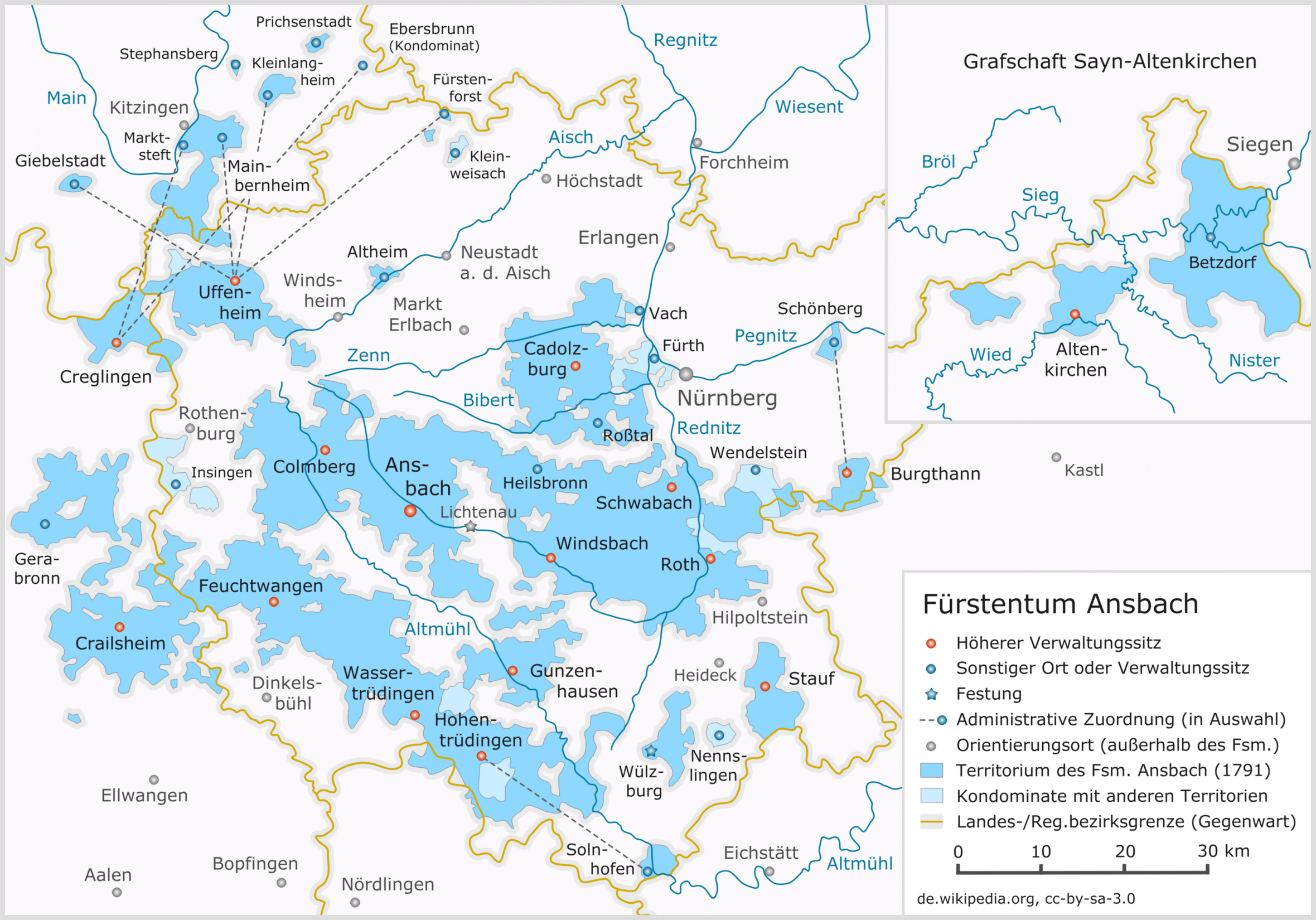
Kaart vorstendom Ansbach (1791)

Wassertrüdingen ontstond in de 13e eeuw rondom het gelijknamige kasteel. Van 1242 tot 1366 lag het in het Graafschap Oettingen. In 1388 vond een grote stadsbrand plaats. Van 1366 tot aan de Napoleontische tijd lag het Oberamt, waartoe Wassertrüdingen behoorde, in het zuiden van het Vorstendom Ansbach. Dit Oberamt bezat het halsgerecht over de omliggende dorpen, d.w.z. dat de rechters te Wassertrüdingen het recht hadden, de doodstraf op te leggen en ten uitvoer te brengen. In het streekdialect werd deze vreeswekkende, hoge jurisdictie als Fraiß of Fraisch betiteld, van dezelfde woordstam als het Nederlandse woord vrees.
Wassertrüdingen werd in 1634 tijdens de Dertigjarige Oorlog in brand gestoken en op het kasteel na verwoest.
Vanaf 1806 lag het stadje in het Koninkrijk Beieren. Belangrijke historische gebeurtenissen in de gemeente gedurende de periode vanaf 1806 zijn niet overgeleverd.

## Markante gebouwen, bezienswaardigheden, recreatie
- In het centrum van Wassertrüdingen staat een museum, dat is gewijd aan het riviertje de Wörnitz (FLUVIUS-Museum).
- De Evangelische Stadskerk Heilige Drie-eenheid werd van 1738-1740 gebouwd. Restanten van een, in de Dertigjarige Oorlog afgebrande, oudere kerk werden daarbij in het bouwwerk opgenomen. In het interieur valt een retabel uit omstreeks het jaar 1500 op. Het middendeel stelt de Aanbidding der Koningen voor.
- In het stadje staat het oorspronkelijk uit 1250 daterende kasteel Wassertrüdingen; dit gebouw huisvest een rooms-katholieke instelling voor lichamelijk en verstandelijk gehandicapten, en is dus niet te bezichtigen.
- In het dorp Altentrüdingen staat op een heuveltje de evangelisch-lutherse St.-Nicolaas- en Theobaldkerk. De kerk werd in 1771 ingewijd. Links en rechts van de preekstoel hangen twee schilderijtjes, die respectievelijk Maarten Luther en Philipp Melanchton voorstellen.
- Af en toe, in het zomerseizoen, laat het Beierse Spoorwegmuseum te Nördlingen historische, toeristische treinen rijden op de hierboven beschreven spoorlijn.
- Wassertrüdingen ligt aan de internationale Wandelroute E8. Een langeafstandsroute voor fietsers loopt langs de Wörnitz en doet het stadje eveneens aan.

## Afbeeldingen

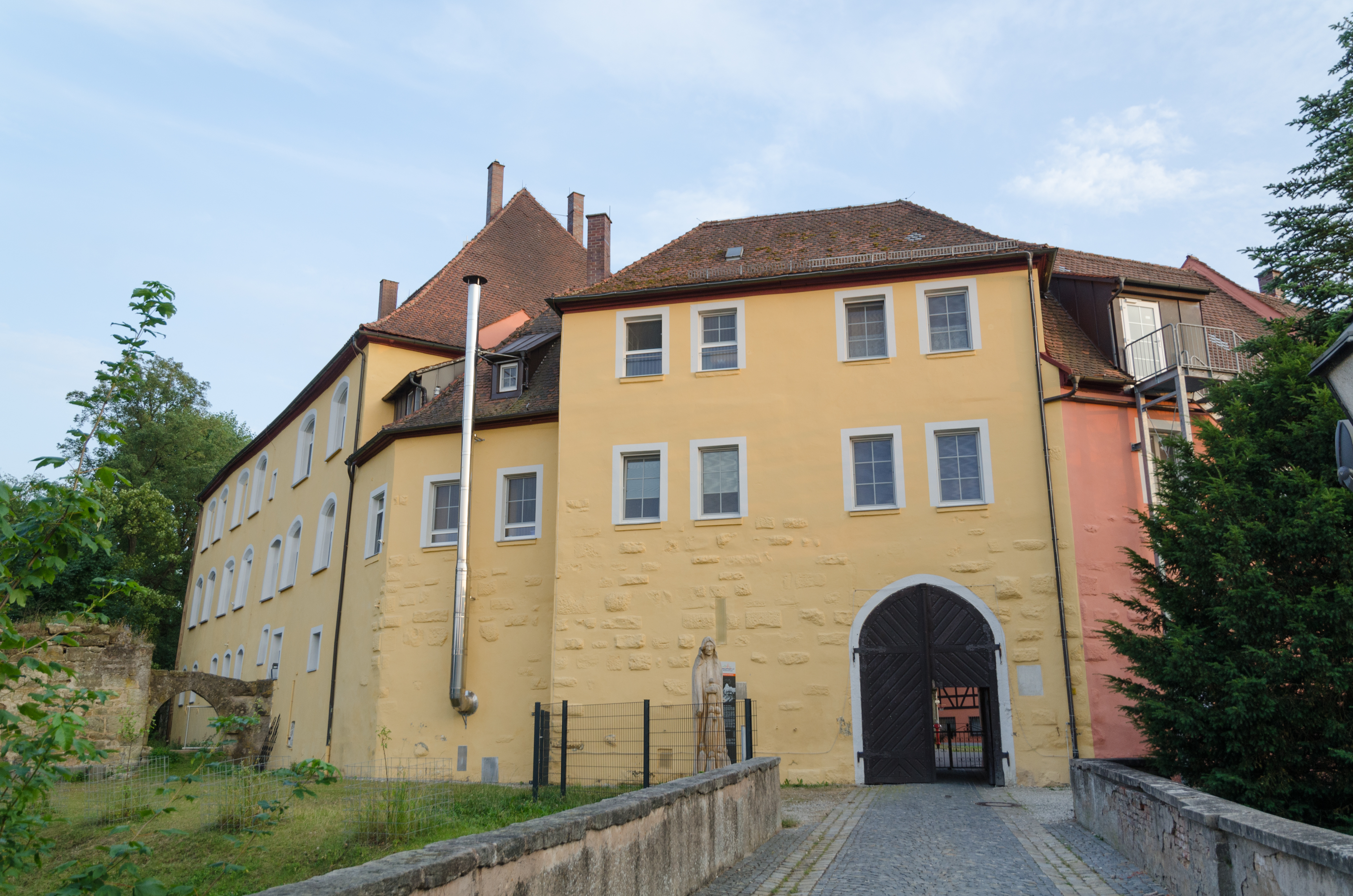
Kasteel Wassertrüdingen
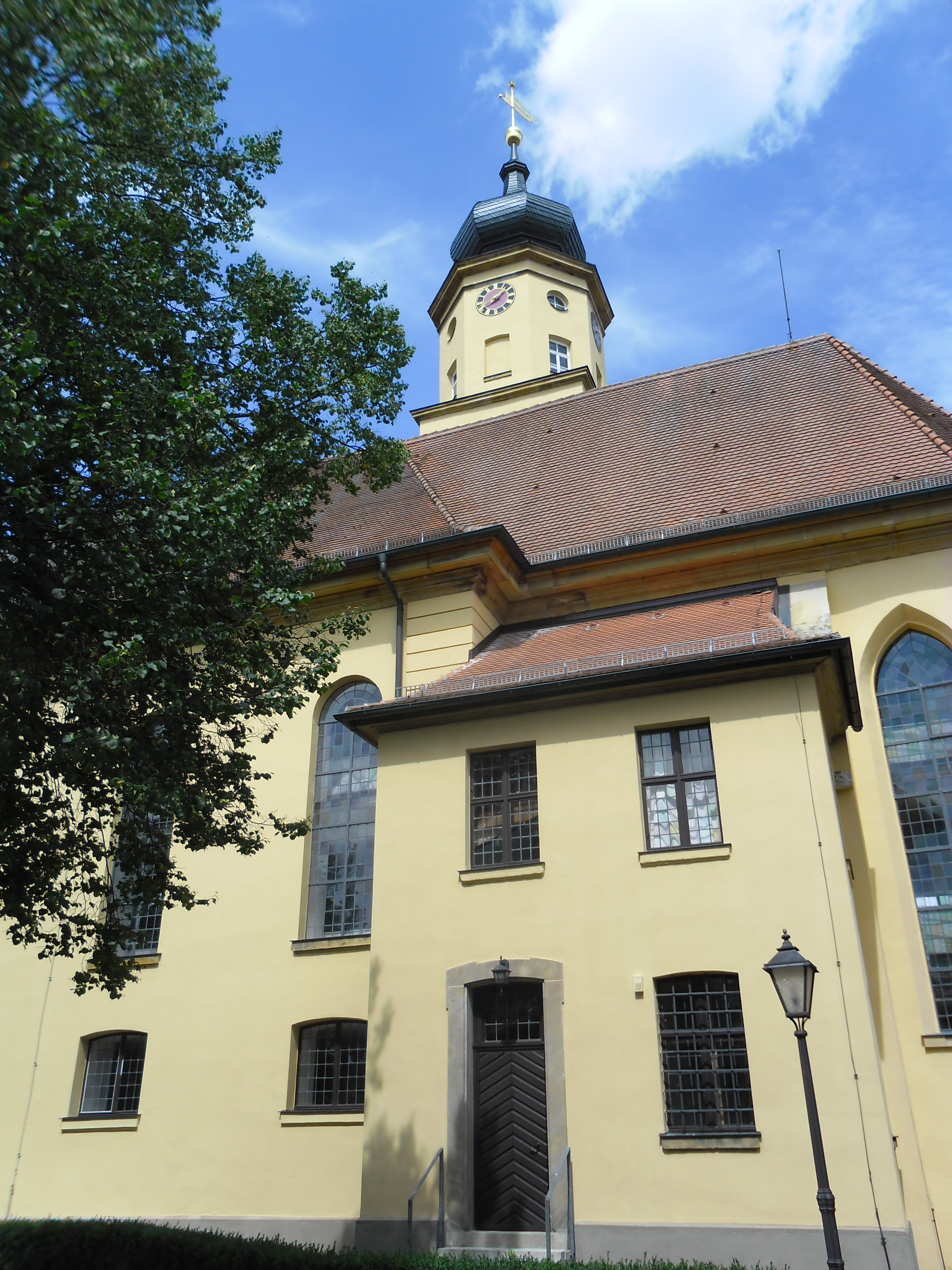
Evangelische Stadskerk Heilige Drie-eenheid
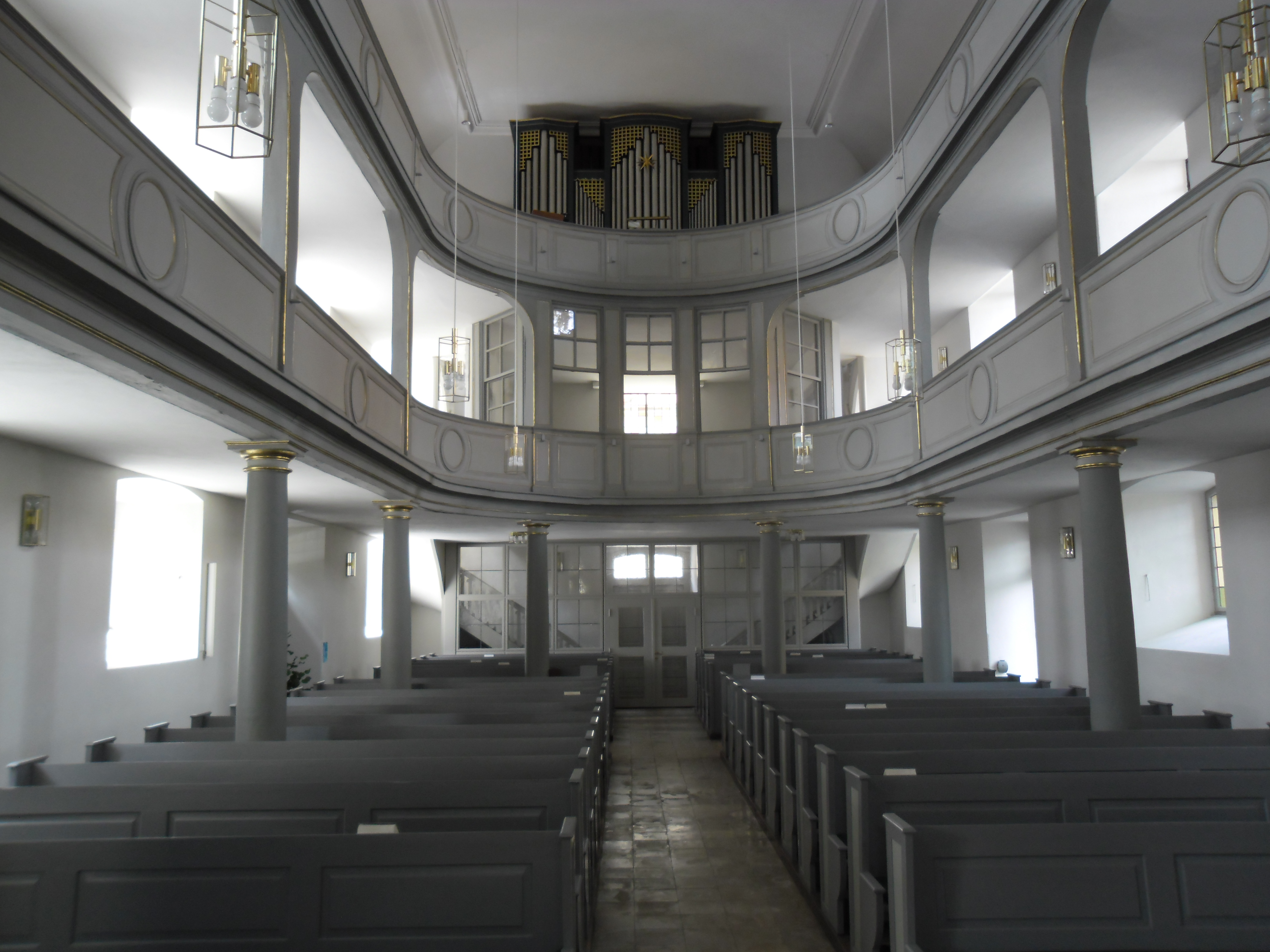
Interieur van deze kerk
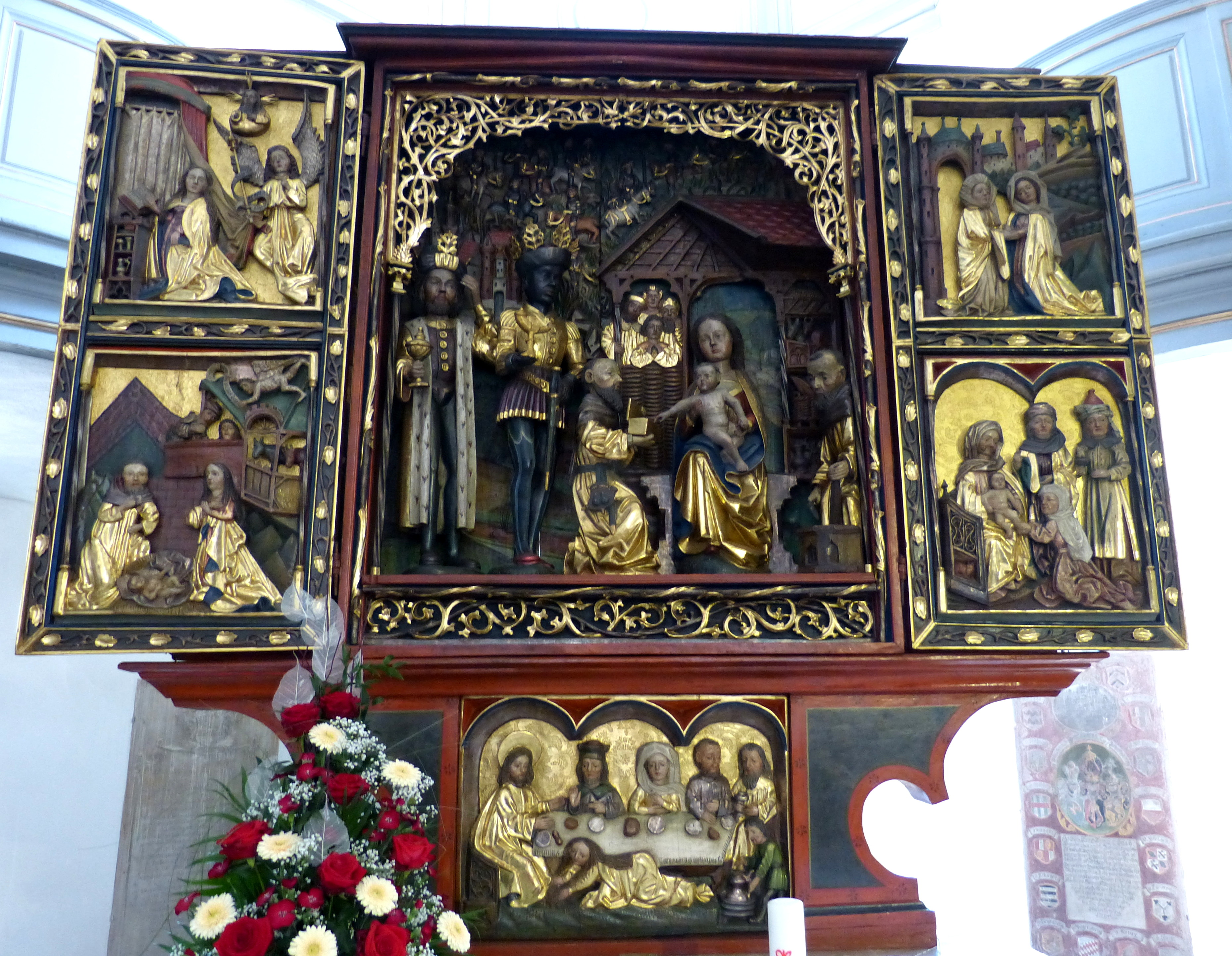
Altaarstuk in deze kerk
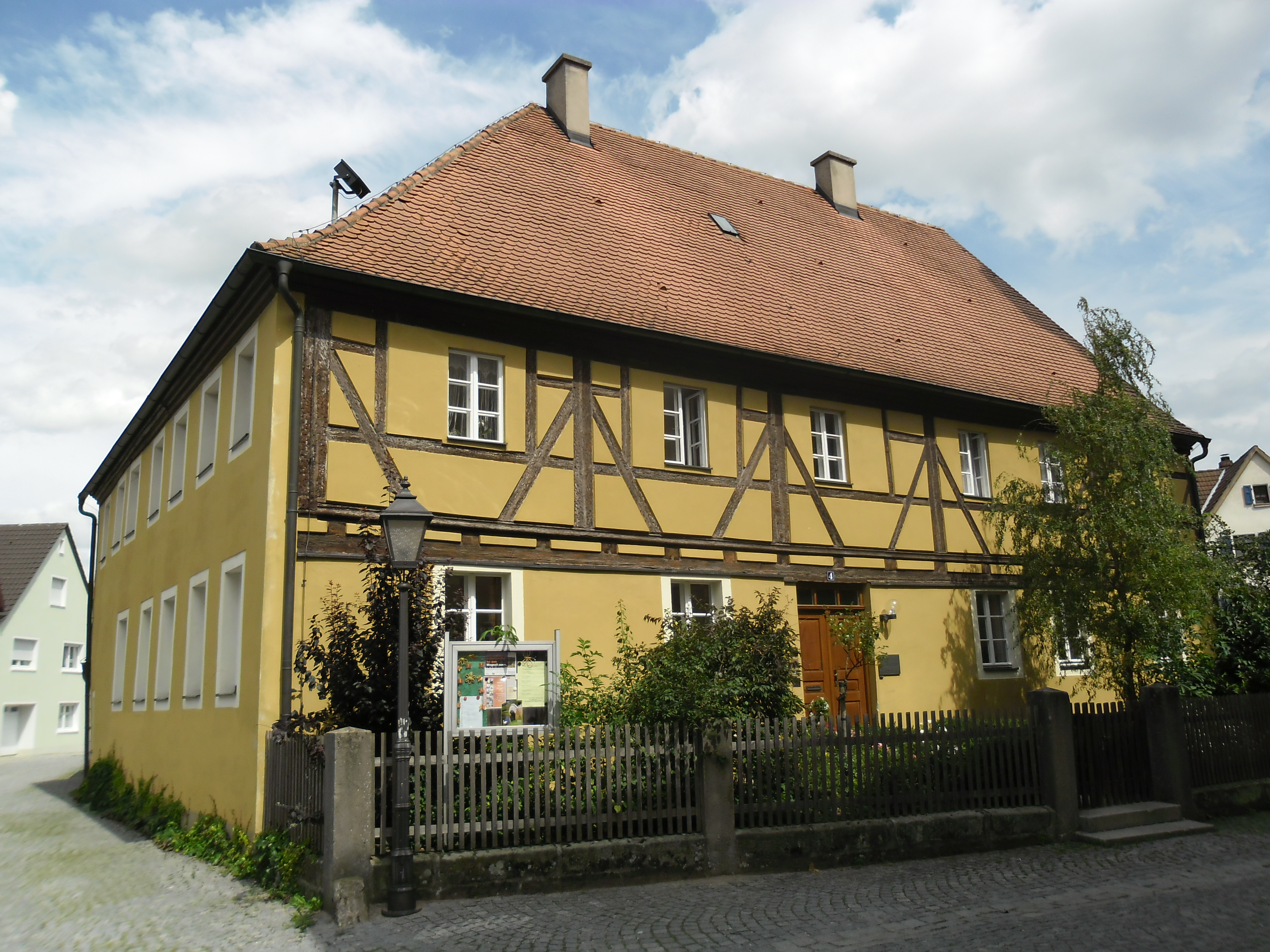
Pastorie bij deze kerk
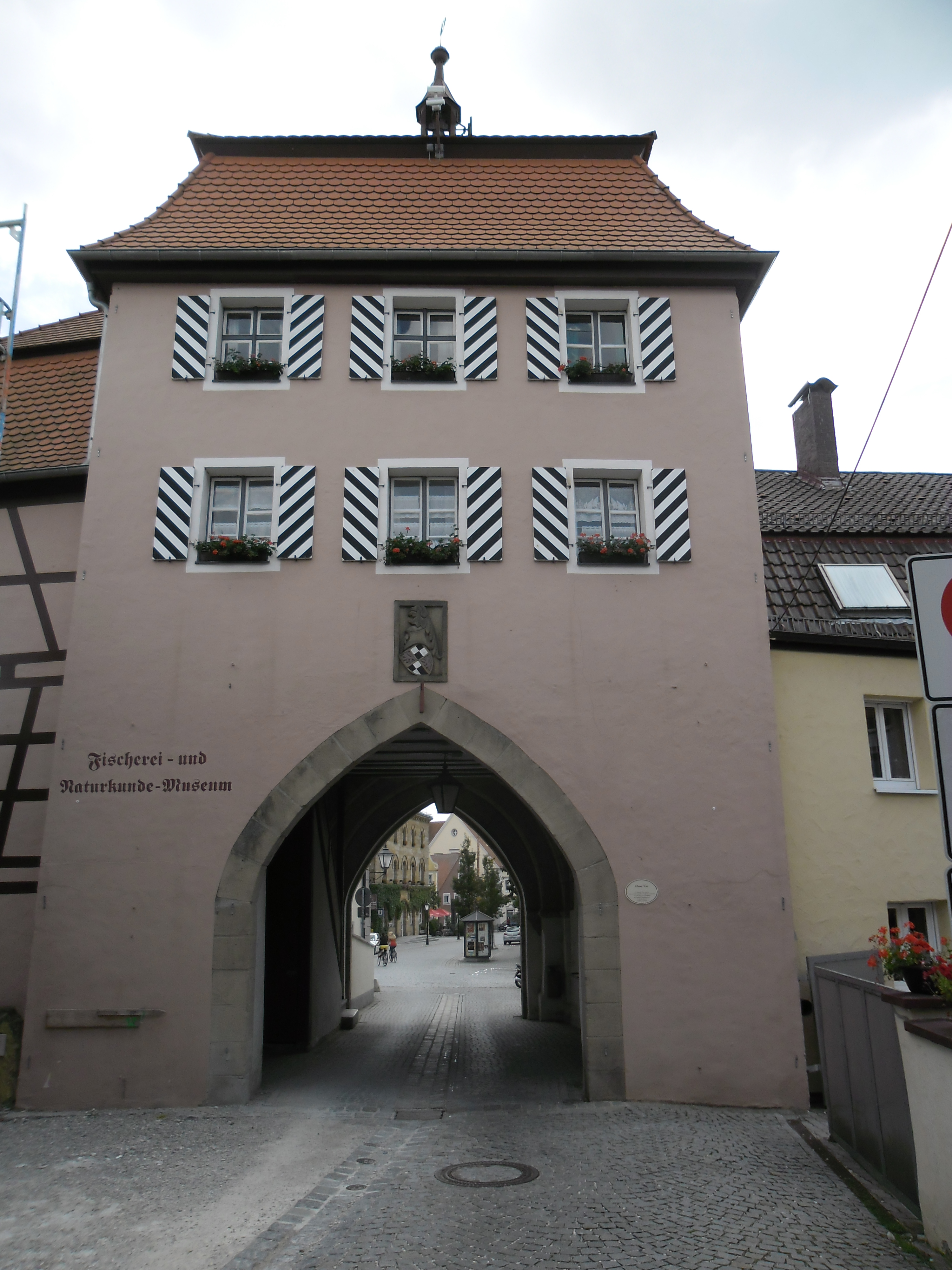
Bovenpoort, Marktstraße 3
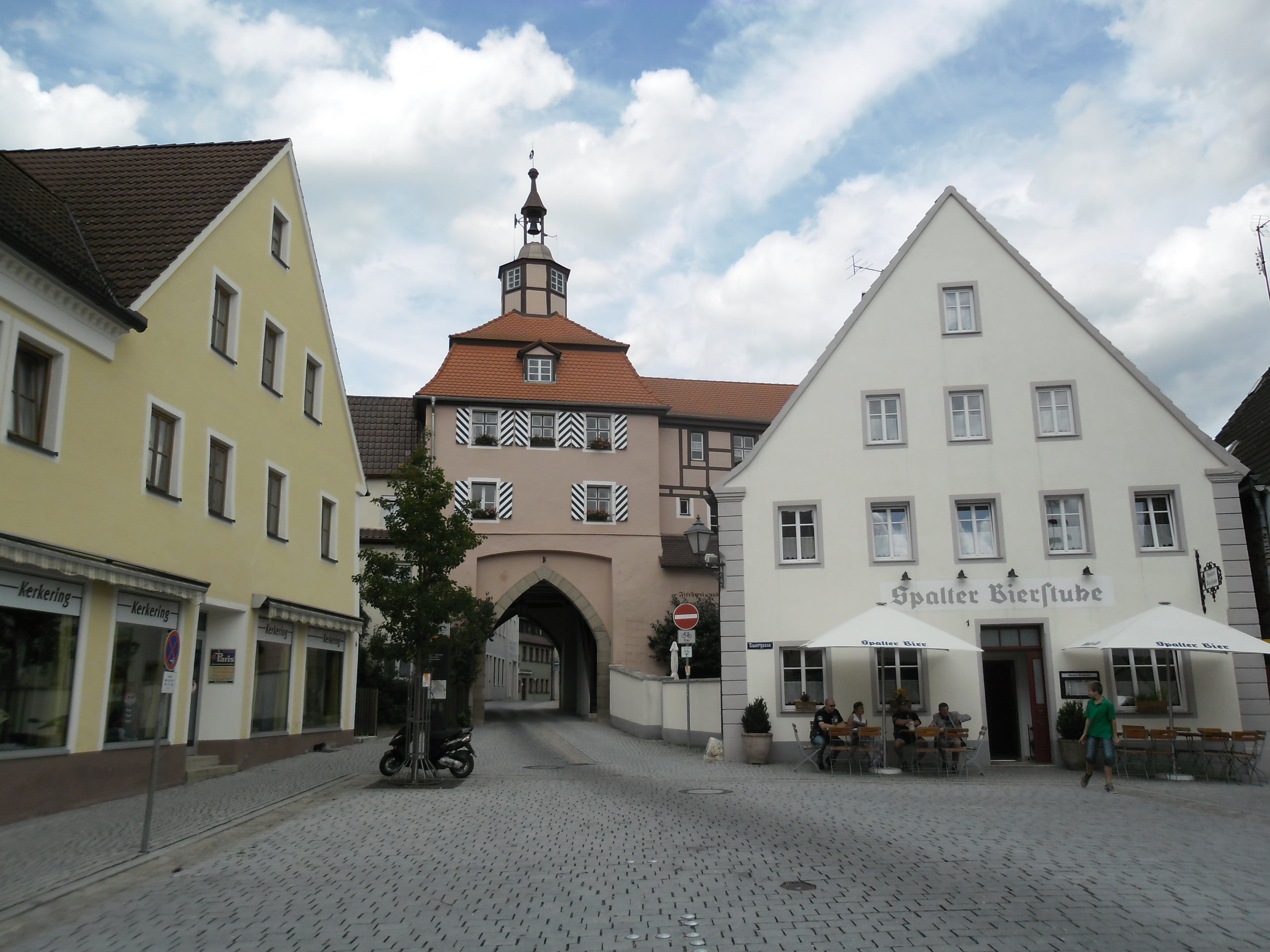
De Spalter Bierstube bij de stadspoort
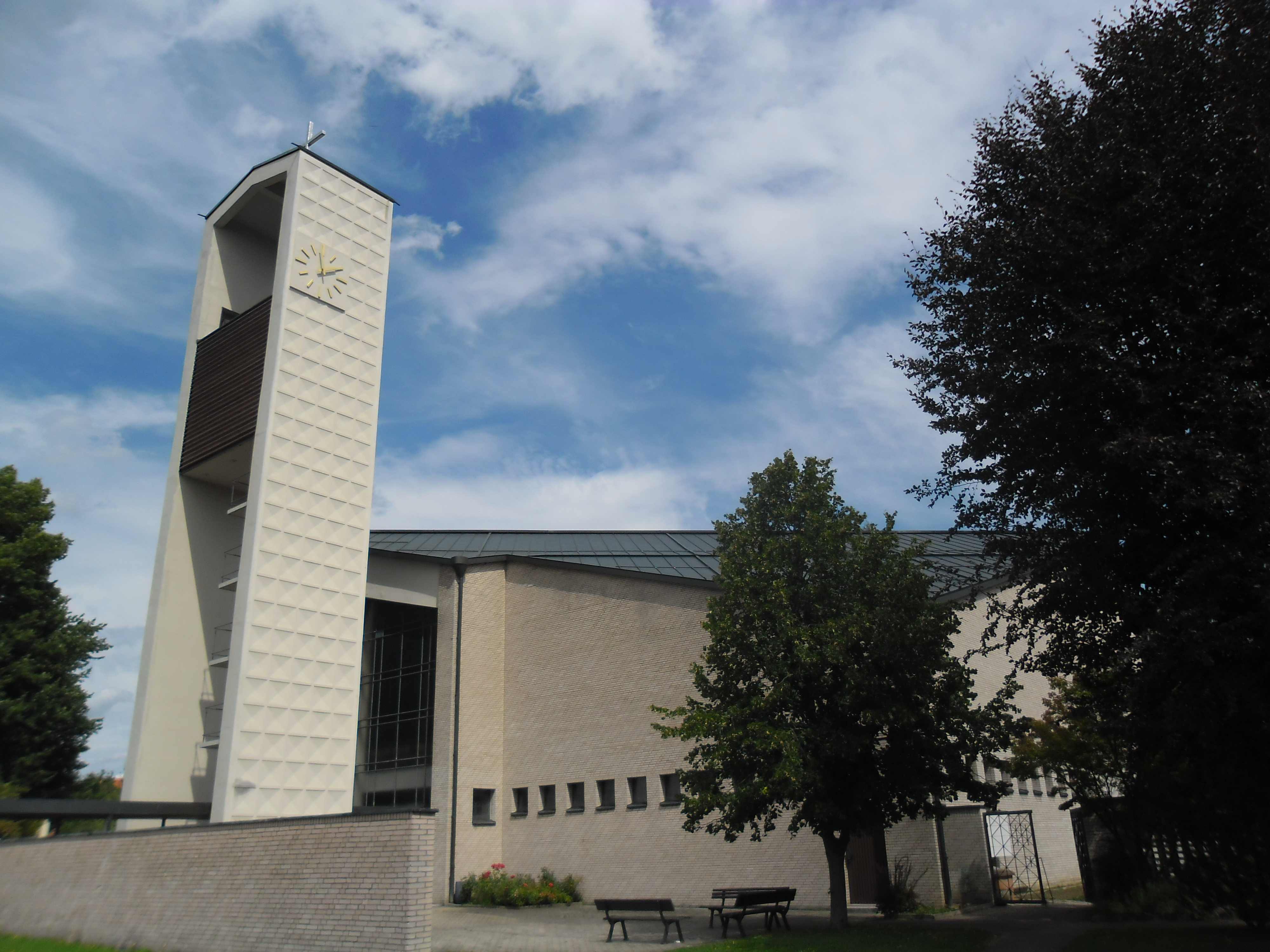
Rooms-katholieke Heilige-Geestkerk
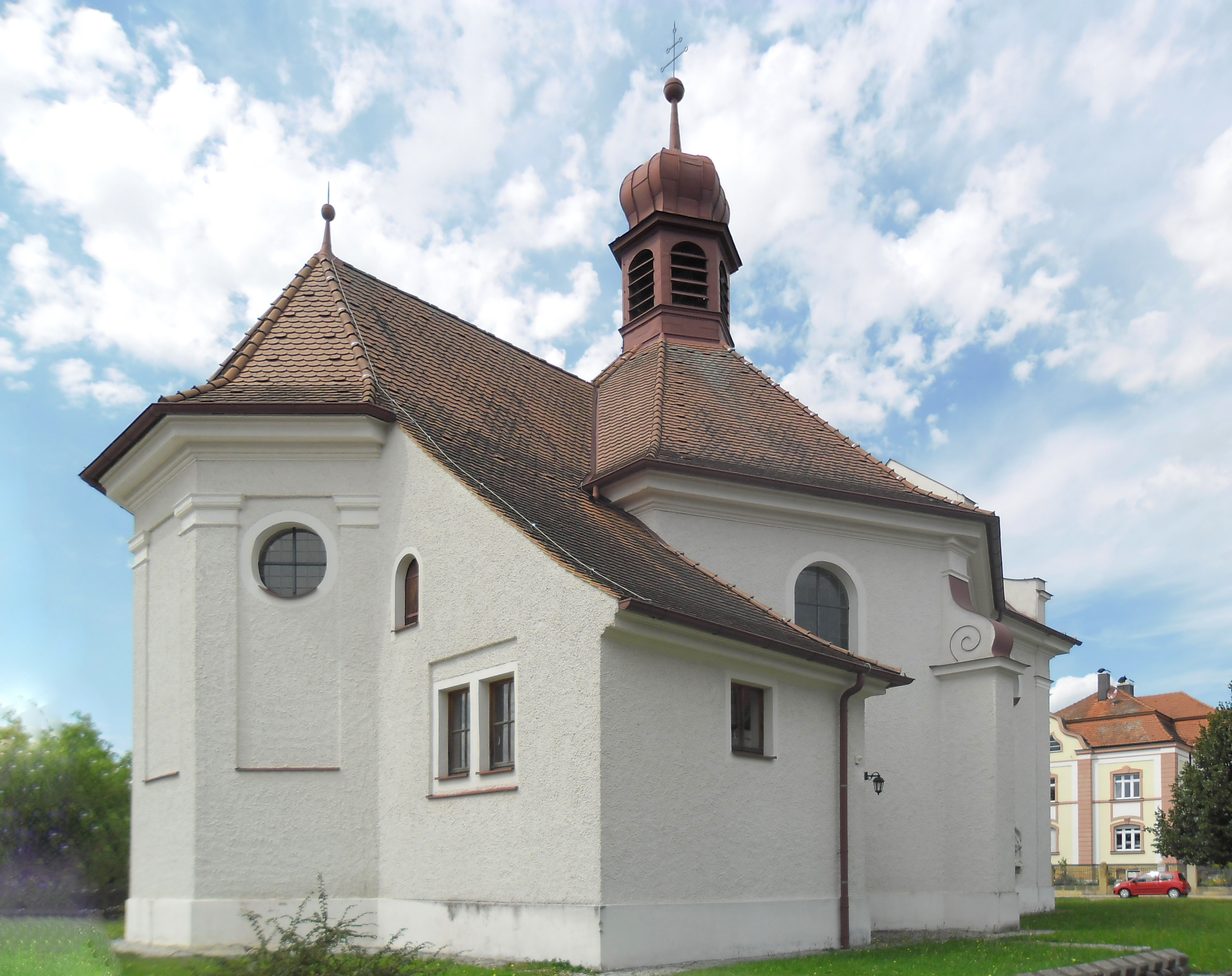
R.K. Sint-Walburgakerk (1909)
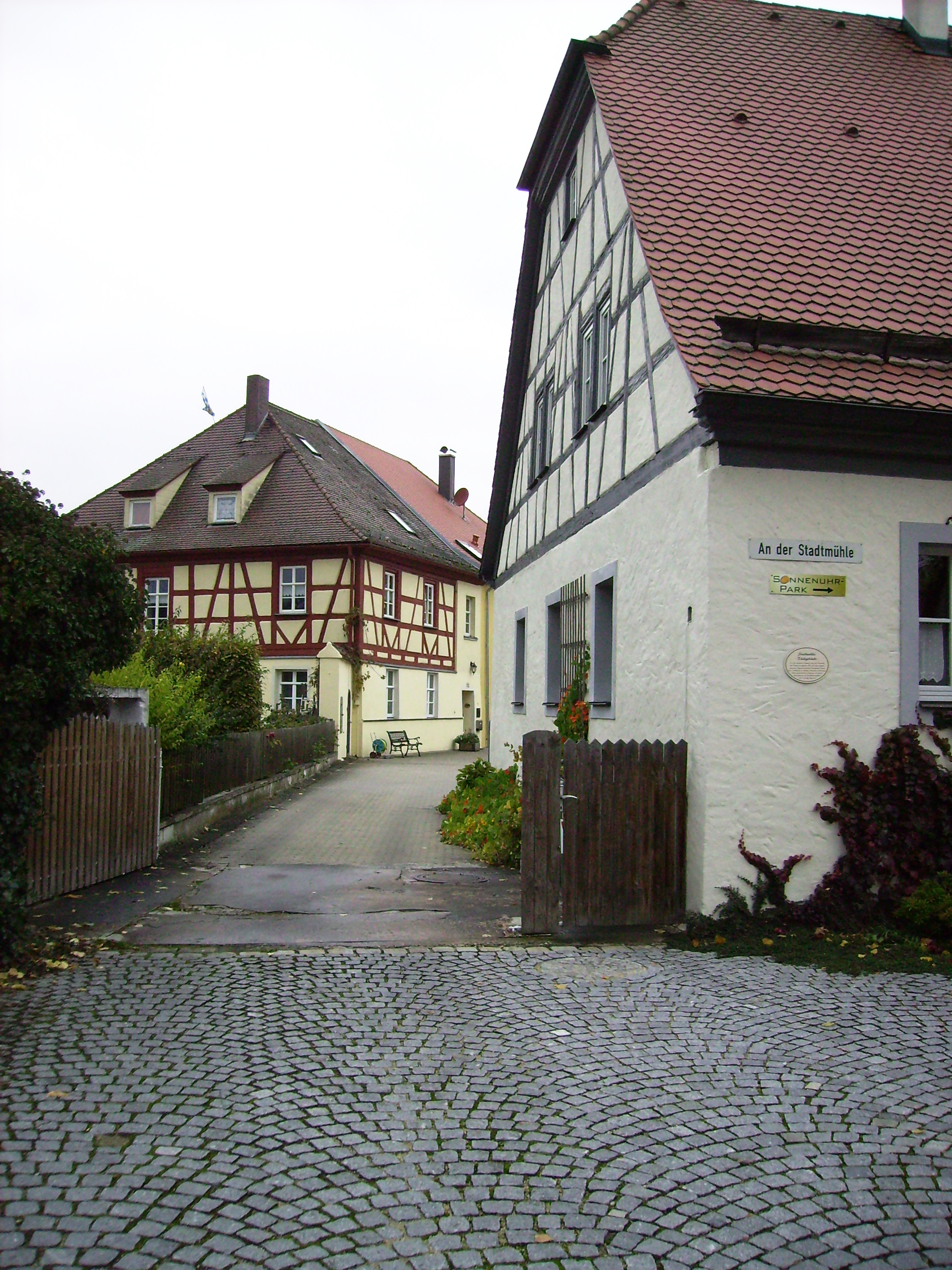
Stadsmolen
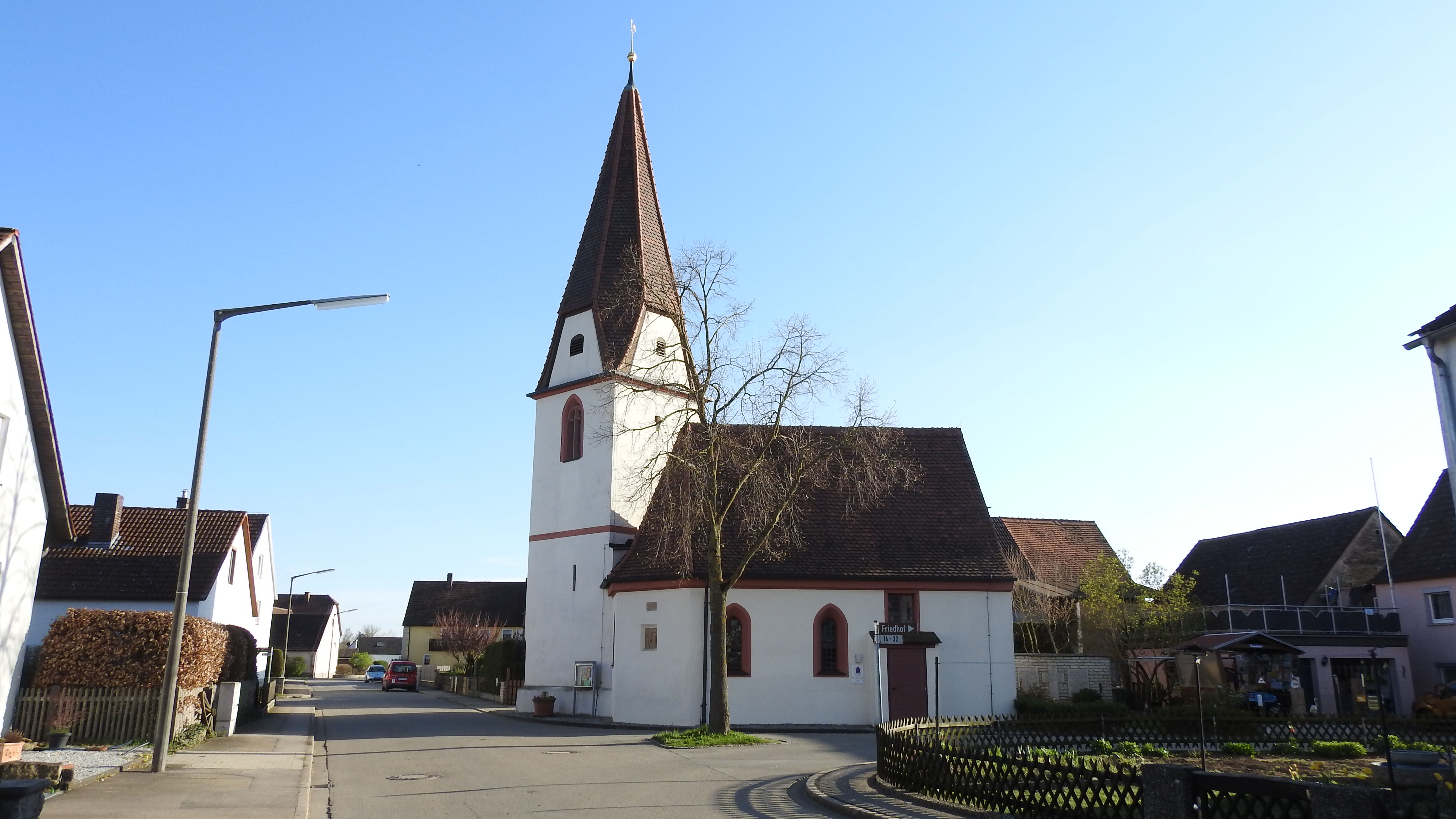
Evang.-luthers Johanneskerkje, Schobdach
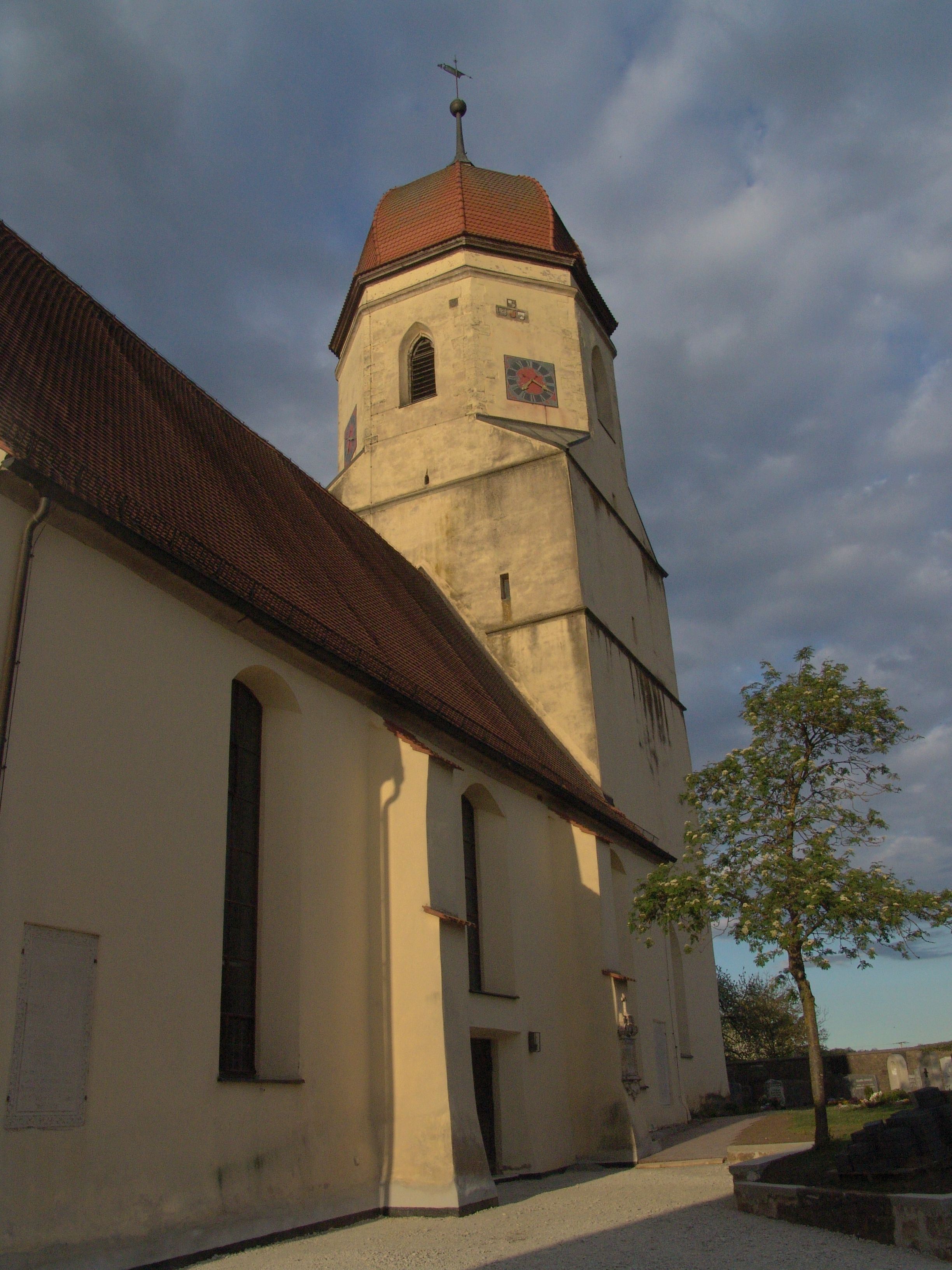
Evang.-lutherse H. Kruiskerk, Geilsheim (18e eeuw)
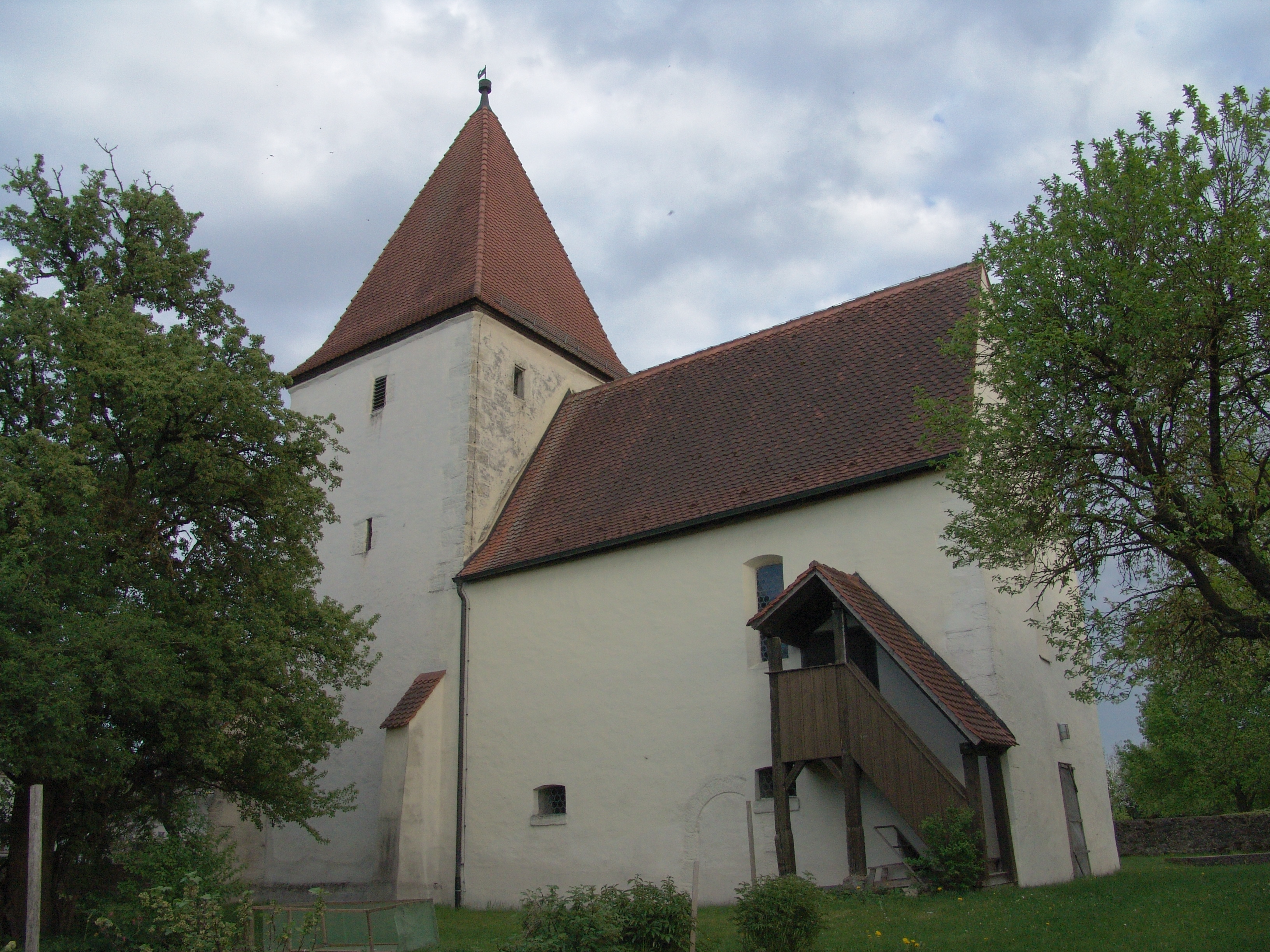
Evang.-lutherse St.-Andreaskerk, Geilsheim (18e eeuw; toren laatmiddeleeuws)
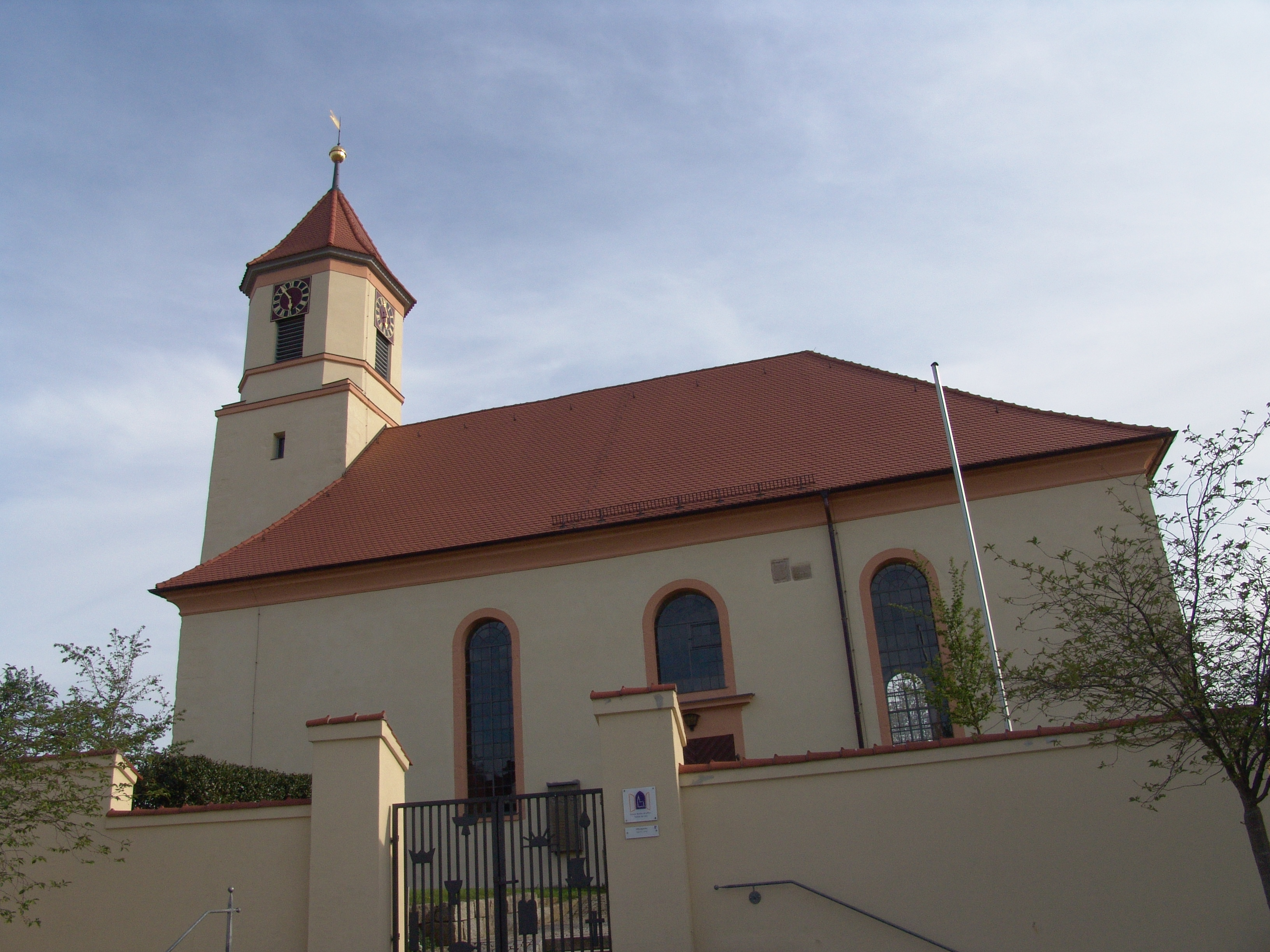
Evang.-lutherse St.-Nicolaaskerk, Fürnheim (1820; toren laatmiddeleeuws)
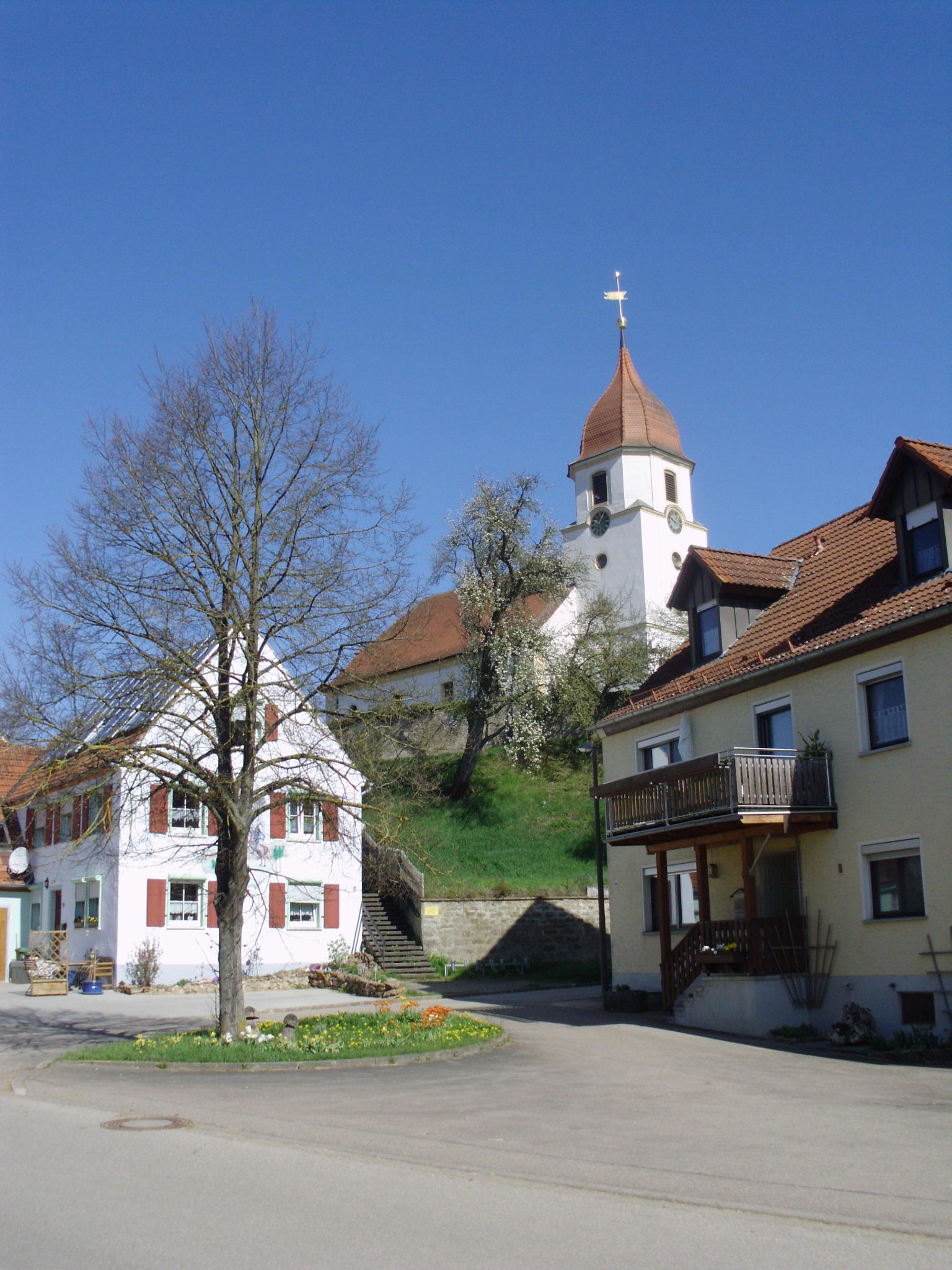
St.-Nicolaas- en Theobaldkerk, Altentrüdingen
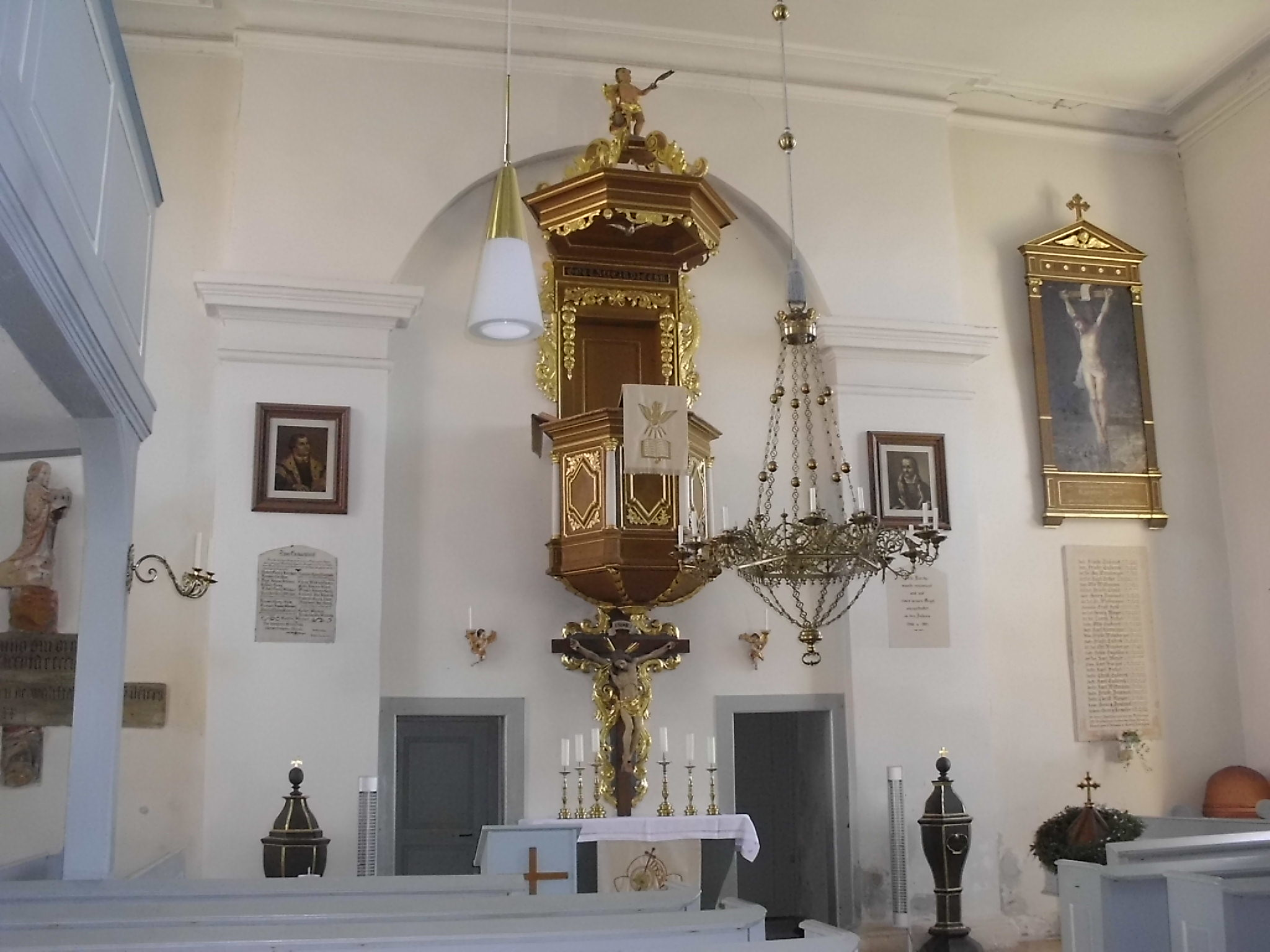
Interieur van dit kerkje

## Varia
- Te Wassertrüdingen werd Christian Friedrich Freyer (1794 - 1885), een gerenommeerd entomoloog, geboren.
- Met de plaats Bellac in Frankrijk onderhoudt Wassertrüdingen sinds 1982 een jumelage.